# NJPW Resurgence
Resurgence fue un evento de lucha libre profesional producido por la empresa New Japan Pro-Wrestling (NJPW), que tuvo lugar el 14 de agosto de 2021 desde La Antorcha en el L.A. Coliseum en Los Ángeles, California.

## Producción
En junio de 2021, NJPW anunció que este evento se llevaría a cabo el 14 de agosto, en el recinto de La Antorcha en el L.A. Coliseum en la ciudad de Los Ángeles, California, el cual corresponde a un teatro para conciertos ubicado dentro del Los Angeles Memorial Coliseum. Este es el primer evento de NJPW que se lleva a cabo en los Estados Unidos con la asistencia de fanáticos desde febrero de 2020, debido a las restricciones impuestas por la pandemia de COVID-19.

## Resultados
En paréntesis se indica el tiempo de cada combate:
- Dark match: Stray Dog Army (Barrett Brown, Misterioso & Bateman) derrotaron a Jordan Clearwater, The DKC y Kevin Knight (9:32).
  - Bateman cubrió a Clearwater después de un «This is A Kill».
- Karl Fredericks derrotó a Alex Coughlin (10:48).
  - Fredericks cubrió a Coughlin después de un «MD».
- Ren Narita, Clark Connors y TJP derrotaron a Rocky Romero, Fred Rosser y Wheeler Yuta (11:19).
  - Connors cubrió a Romero después de un «Mamba Splash» de TJP.
- Adrian Quest, Lio Rush, Chris Dickinson, Fred Yehi y Yuya Uemura derrotaron a Team Filthy (Tom Lawlor, JR Kratos, Danny Limelight, Jorel Nelson & Royce Isaacs) (12:45).
  - Uemura cubrió a Limelight después de un «Deadbolt Suplex».
- Juice Robinson derrotó a Hikuleo (9:00).
  - Robinson cubrió a Hikuleo con un «Victory Roll».
  - Después de la lucha, Hikuleo atacó a Robinson.
- Tomohiro Ishii derrotó a Moose (16:07).
  - Ishii cubrió a Moose después de un «Vertical Drop Brainbuster».
- The Good Brothers (Doc Gallows & Karl Anderson) derrotaron a Jon Moxley y Yuji Nagata (10:33).
  - Anderson cubrió a Nagata después de un «Magic Killer».
  - Después de la lucha, Guerrillas of Destiny (Tama Tonga & Tanga Loa) confrontaron a The Good Brothers.
- Jay White derrotó a David Finlay y retuvo el Campeonato de Peso Abierto NEVER (22:59).
  - White cubrió a Finlay después de un «Bladerunner».
  - Después de la lucha, Ishii retó a White a una lucha por el campeonato.
- Hiroshi Tanahashi derrotó a Lance Archer y ganó el Campeonato Peso Pesado de los Estados Unidos de la IWGP (19:26).
  - Tanahashi cubrió a Archer después de un «High Fly Flow».